# Christophe Lambert (Judoka)
Christophe Lambert (* 3. Juni 1985 in Braunschweig) ist ein ehemaliger deutscher Judoka, der in der Gewichtsklasse bis 90 kg antrat; er hat den 2. Dan.

## Leben
Lambert ist deutscher und französischer Nationalität, da seine Mutter Französin und sein Vater Deutscher sind. Das erklärt die unterschiedliche Schreibweise seines Vornamens. Das Braunschweiger Standesamt hat den Vornamen in der deutschen Schreibweise in der Geburtsurkunde eingetragen. Die Familie selbst nutzt ausschließlich die französische Schreibweise, mit dem „e“ am Ende. Er hat einen vier Jahre jüngeren Bruder Maxime, der ähnlich erfolgreich im Judo ist. Nach seinem Abitur 2005 an der Robert-Bosch-Gesamtschule in Hildesheim und seinem Wehrdienst in der Sportfördergruppe der Bundeswehr in Köln studierte Christophe Lambert seit 2007 in Köln Medizin. 2015 absolvierte er seinen Medizinstudium-Abschluss (Schwerpunkt Unfallchirurgie/Orthopädie).
Im Alter von neun Jahren begann er im damaligen TuS Holle Grasdorf später „Judo in Holle“ mit dem Judosport und gelangte  12-jährig in den niedersächsischen Landeskader. Mit 14 Jahren, in der U17, begann seine Betreuung durch den Landestrainer Sven Loll, der damals für diese Altersgruppe zuständig war. Diese Betreuung setzte sich erfolgreich über die U20 bis aktuell bei den Senioren fort. Unter der Trainingsleitung von Bernd Lühmann, seinem Heimtrainer in Holle, erkämpfte er in der U17 einen und später in der U20 zwei deutsche Meistertitel. 2001 nahm Lambert im spanischen Murcia an den europäischen Olympischen Jugendspielen teil. In der U20 war er 2003 bei den Europameisterschaften in Sarajevo /  Bosnien und Herzegowina (5. Platz) und ein Jahr später bei der Weltmeisterschaft in Budapest (9. Platz). 3 Jahre (2007) später gewann er im letzten Jahr der U23 seine erste Medaille auf einer internationalen Meisterschaft – die Bronzemedaille.
In der Altersstufe der Senioren wechselte er 2009 die Gewichtsklasse von -81 kg auf -90 kg. Erst 2011 gelangen ihm erste Erfolge auf internationaler Matte, wie die Goldmedaille beim World Cup in Liverpool. Sie schufen die Grundlage für vordere Platzierungen auf der Weltrangliste, über die die direkte Qualifikation zu den Olympischen Spielen in London möglich wurde.
Besondere Aufmerksamkeit erreichte er 2012 durch einen spektakulären Sieg über den damaligen Weltranglistenersten Ilias Iliadis aus Griechenland bei den Europameisterschaften in Tscheljabinsk / Russland, die er mit einem dritten Platz abschloss. Das sicherte ihm zusätzlich die notwendigen Punkte für die spätere Nominierung zu den Olympischen Spielen in London. Beim dortigen Wettbewerb schied er jedoch bereits in der Vorrunde aus.
Nachdem er 15 Jahre lang auf dem Tatami Erfolge feierte, ist Lambert, der 2015 sein Studium der Humanmedizin an der Universität zu Köln abschloss und mittlerweile Facharzt für Orthopädie und Unfallchirurgie ist, seit den Olympischen Spielen 2021 Mannschaftsarzt des DJB.

## Erfolge

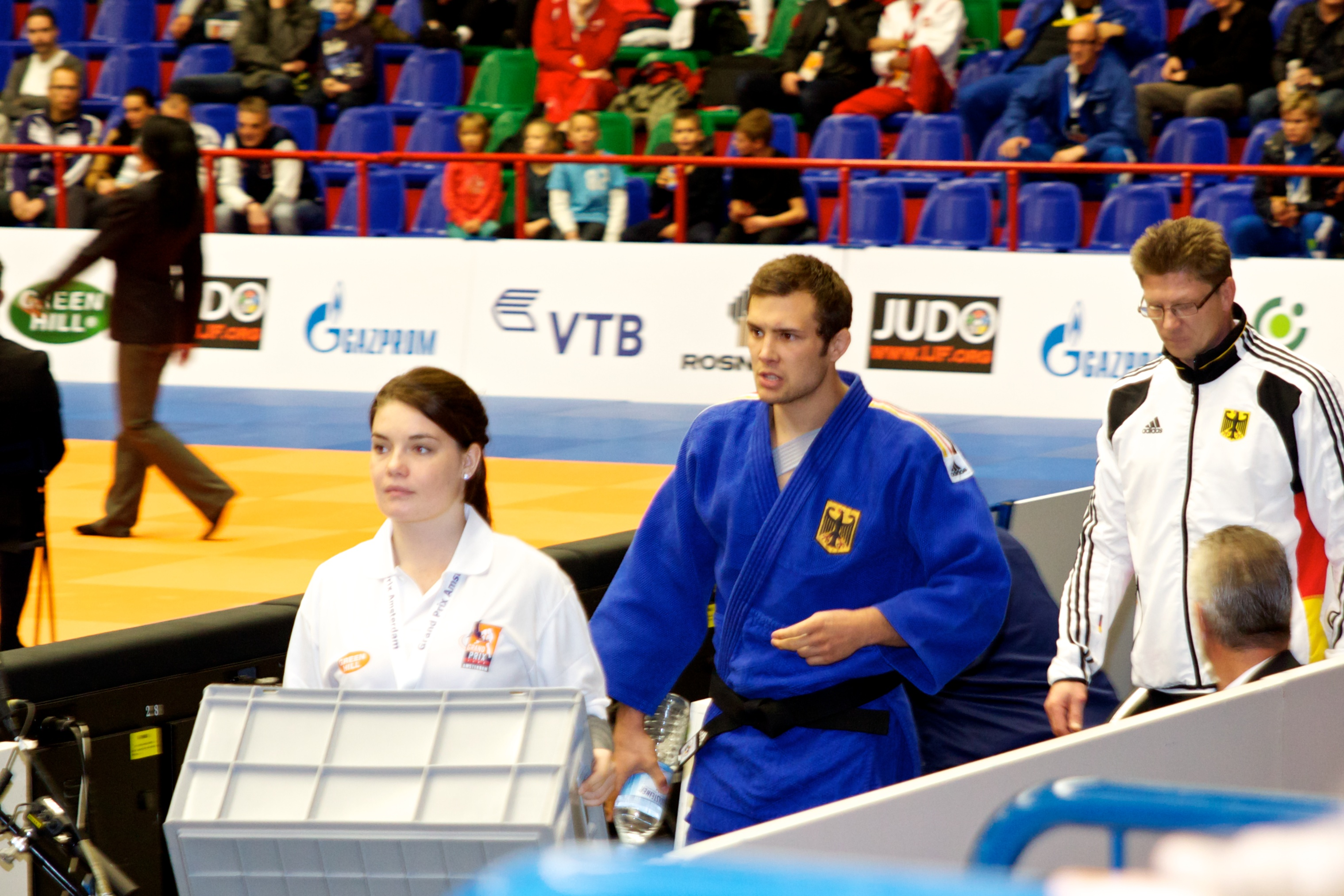
World Cup Amsterdam

- Starter bei den Olympischen Spielen 2012 in London
- 3. Platz Europameisterschaften Tscheljabinsk / Russland 2012
- 3. Platz World Cup Oberwart / Österreich 2012
- 1. Platz World Cup Liverpool / Großbritannien 2011
- 3. Platz World Cup San Salvador / El Salvador 2011
- 3. Platz Team-Europameisterschaft Istanbul / Türkei 2011
- 1. Platz European Cup Visé / Belgien 2011
- 3. Platz Deutsche Meisterschaften Ettlingen / Baden-Württemberg 2011
- 3. Platz World Cup Kairo / Ägypten 2010
- 1. Platz Italienischer Mannschaftsmeister 2010
- 1. Platz Deutsche Meisterschaften Wuppertal 2009
- 1. Platz European Cup Tre Tori / Italien 2008
- 2. Platz Deutsche Meisterschaften Esslingen / Baden-Württemberg 2006

In der Judo-Bundesliga startet Lambert für seinen Heimatverein Judo in Holle. Zuvor kämpfte in den Mannschaften vom Braunschweiger Judoclub und SU Annen.